# Baureihe 211
De Baureihe 211 is een serie middelzware diesellocomotieven ontwikkeld door fabrikant MaK voor de Deutsche Bundesbahn ter vervanging van de nog volop aanwezige stoomlocomotieven.

## Geschiedenis
Deze locomotief werd voor 1968 met DB V 100 aangeduid. De serie V 100 kan in 2 subcategorieën worden ingedeeld: V 10010, de latere Baureihe 211 en de V 10020. Deze werden vanaf 1968 als Baureihe 212 ingedeeld. Baureihe 213 en Baureihe 214 zijn aangepaste versies van de 212.

## Baureihe V 10010/ Baureihe 211
In het jaar 1958 begon de Deutsche Bundesbahn (DB) met de indienststelling van deze dieselhydraulische locomotieven voor gemengde dienst. De loc heeft een vermogen van 1100 pk. De locomotieven hebben een lengte van 12,3 m en een maximumsnelheid van 100 km/u.
Van de eerste serie V 10010 zijn er 364 geproduceerd, deze is sinds 1968 ingedeeld in de serie (Baureihe) 211.

## Baureihe V 10020/ Baureihe 212 en 213
De serie V10020 is de tweede serie met een iets zwaardere motor van 1350 pk, waarvan er 371 geproduceerd zijn. Na 1968, met de invoering van een nieuw nummersysteem bij de DB, werden ze ingedeeld als serie 212.
Vanuit deze serie is de Baureihe 213 ontwikkeld met een aangepaste overbrenging en een gemodificeerd remwerk die bedoeld was voor de inzet op steile trajecten.

## Inzet series 211 en 212
De series 211 en 212 zag men in geheel Duitsland voor lichte personen- en goederentreinen. Ze waren geschikt voor trek-duwtreinen en waarbij de loc bediend kon worden vanuit een stuurstandrijtuig. Soms werden ze ook in de rangeerdienst gebruikt, hoewel men daar liever de uit 211 en 212 ontwikkelde V90 voor gebruikte.

## Baureihe 214
Een aparte serie die ontwikkeld is uit de 212 voor het traject Würzburg-Hannover voor reddingstreinen in tunnels.

## Buitendienststelling en verkoop
Met de toenemende elektrificatie en omdat er steeds meer gebruikgemaakt wordt van treinstellen op de zijlijnen, heeft de DB een serie van deze locomotieven verkocht. Ze rijden in Oostenrijk, Frankrijk, Italië en Zwitserland.

## Foto's

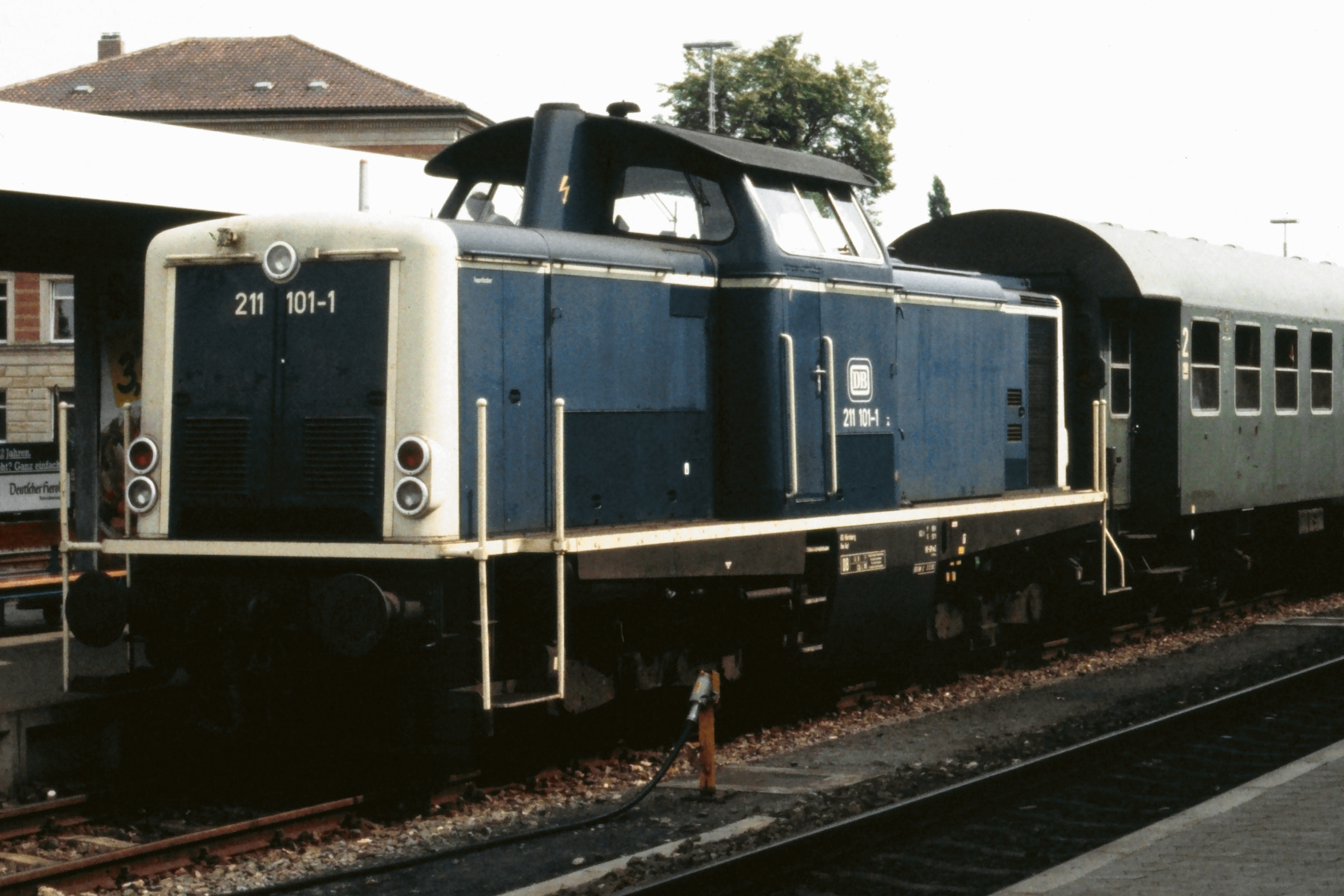
DB 211 101 in Bayreuth (1986)
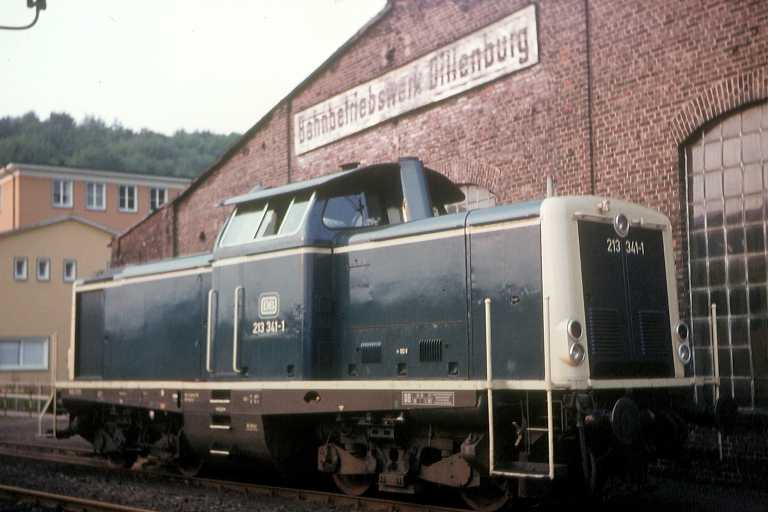
DB 213 341 in Dillenburg (1983)
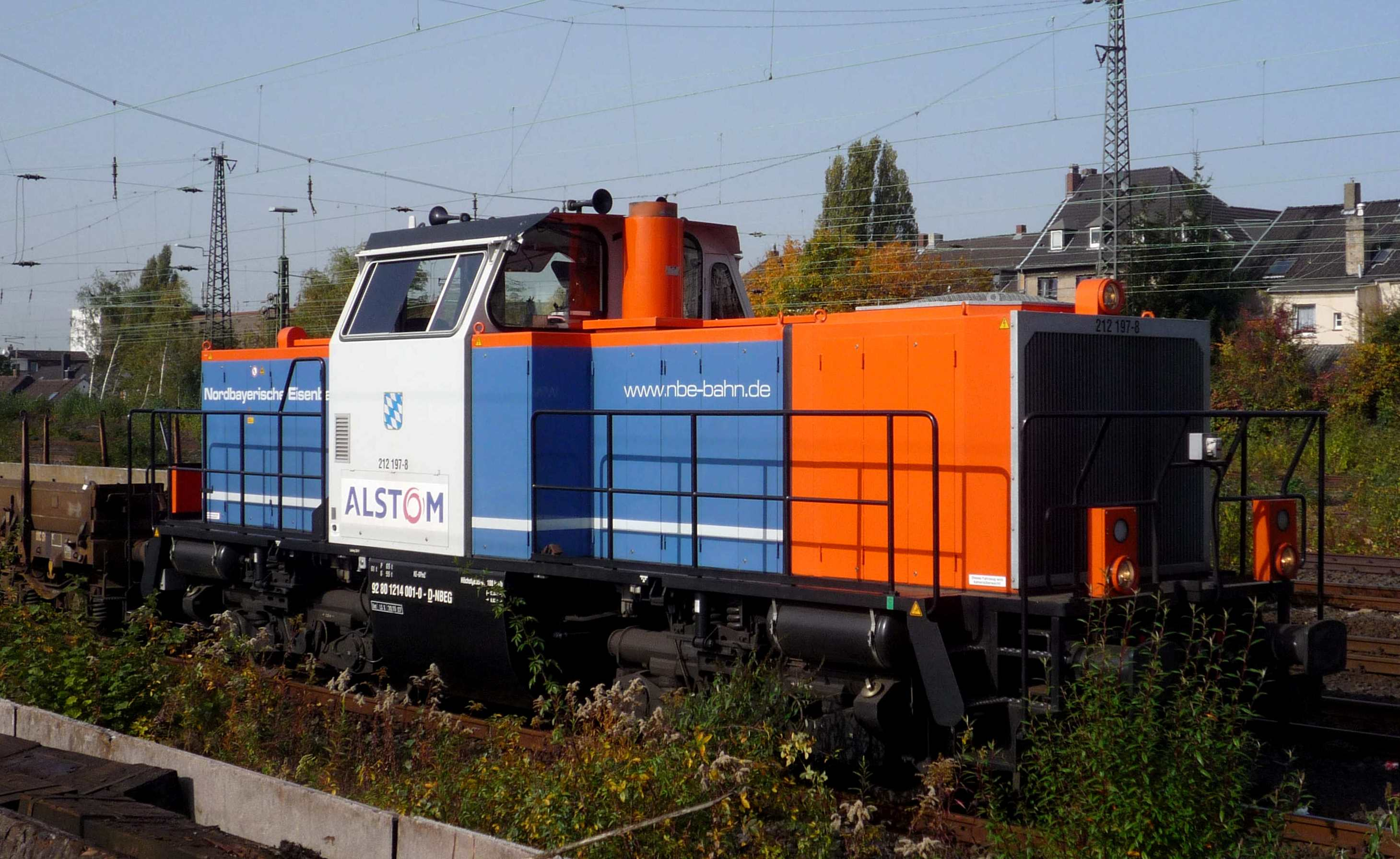
NBE 212 197 in Gelsenkirchen (2008)
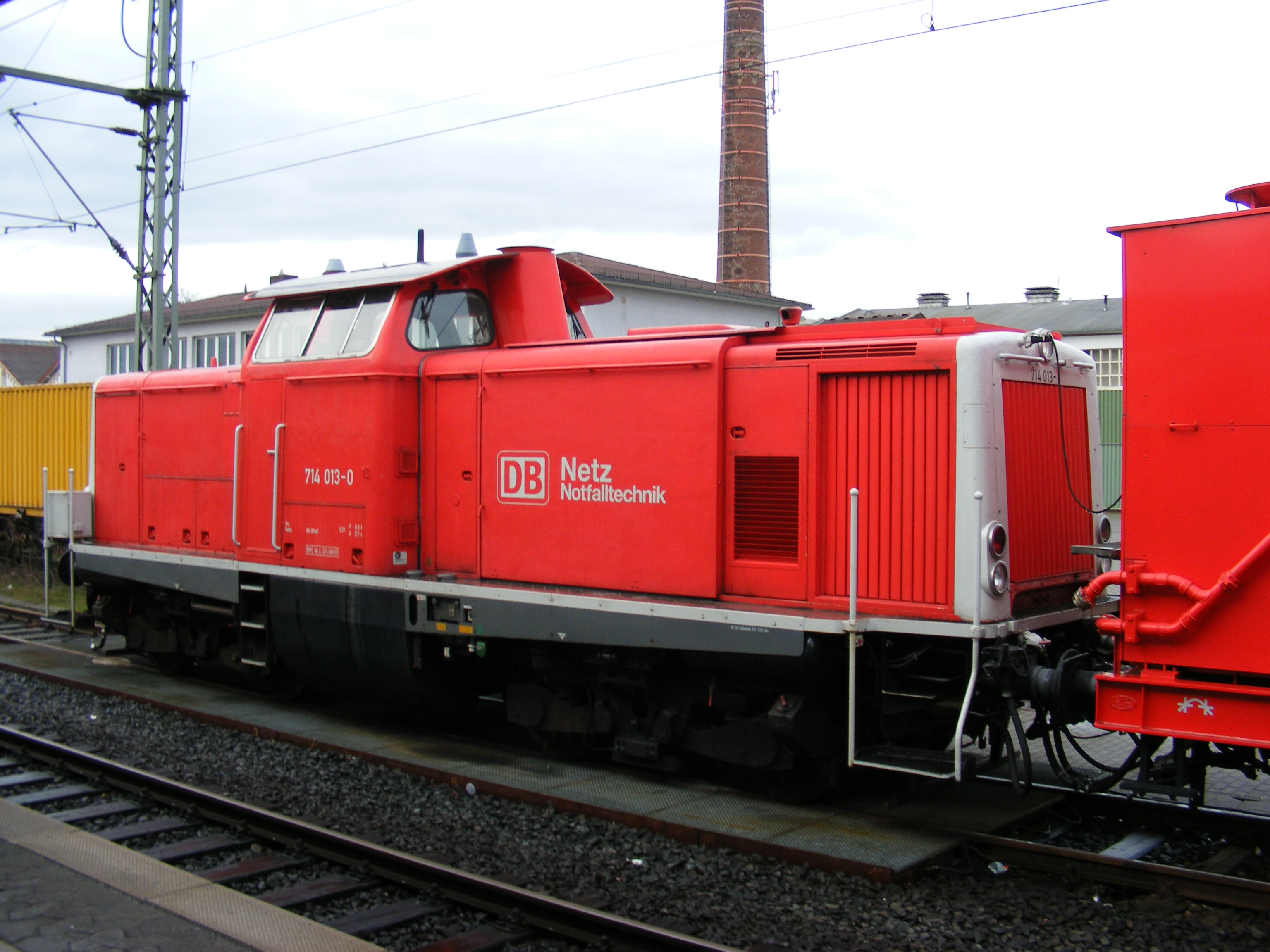
Diesellok Nr. "714 013-0" - DB Netz Notfalltechnik (Fulda) ex 714 352-2 bzw. 212 352-9